# Eastern Plays
Pour plus de détails, voir Fiche technique et Distribution.
Eastern Plays est un film bulgare réalisé par Kamen Kalev, sorti en France le 10 mars 2010.

## Synopsis
Itso a pris ses distances avec ses parents jusqu'au jour où il secourt une famille turque, agressée par un groupe de néo-nazis. Parmi eux, se trouve son jeune frère Georgi, qui participe depuis peu à des ratonnades. En se rapprochant de Georgi et de la jolie Turque qu'il a sauvée, le tourmenté Itso entreprend un cheminement intérieur qui pourrait l'entraîner vers la voie du salut.

## Fiche technique
- Titre original : Източни пиеси (translittération internationale Iztočni piesi)
- Titre international anglais : Eastern Plays
- Réalisation : Kamen Kalev
- Scénario : Kamen Kalev
- Producteurs : Kamen Kalev, Stefan Pirjov et Fredrik Zander
- Coproducteurs : Angel Hristanov et Tomas Eskilsson
- Photographie : Julian Atanasov
- Musique originale : Jean-Paul Wall
- Genre : Film d'auteur
- Nationalité : bulgare
- Langue : bulgare, turc, anglais
- Durée : 83 minutes
- Date de sortie : 10 mars 2010 ( France)

## Distribution
- Christo Christov : Itso
- Ovanes Torosian : Georgi, le jeune frère d'Itso
- Saadet Işıl Aksoy : Isil, la belle turque
- Nikolina Jančeva : Niki, amoureuse d'Itso
- Ivan Nalbantov : le père d'Itso et de Georgi
- Krasimira Demireva : la belle-mère d'Itso et de Gerogi
- Hatice Aslan : la mère d'Isil
- Kerem Atabeyoğlu : le père d'Isil

## Autour du film
- Le réalisateur Kamen Kalev s'est inspiré de la vie de son ami Christo Christov, à qui il a de plus confié le rôle principal, pour écrire la trame de son film.
- Christo Christov, toxicomane à l'héroïne, est décédé peu de temps avant la fin du tournage. Le réalisateur a pu terminer le film en utilisant des prises DV tournées au début du tournage.
- La majorité des lieux utilisés pour le tournage correspondent aux lieux réels où vivait Christo Christov. Il y a par exemple l'hôpital où il voit le psychiatre, l'atelier où il travaille.
- La chanson phare du film a été écrite et est interprétée par un groupe underground de Sofia, Nasekomix.